# Kursächsische Ganzmeilensäule Johanngeorgenstadt

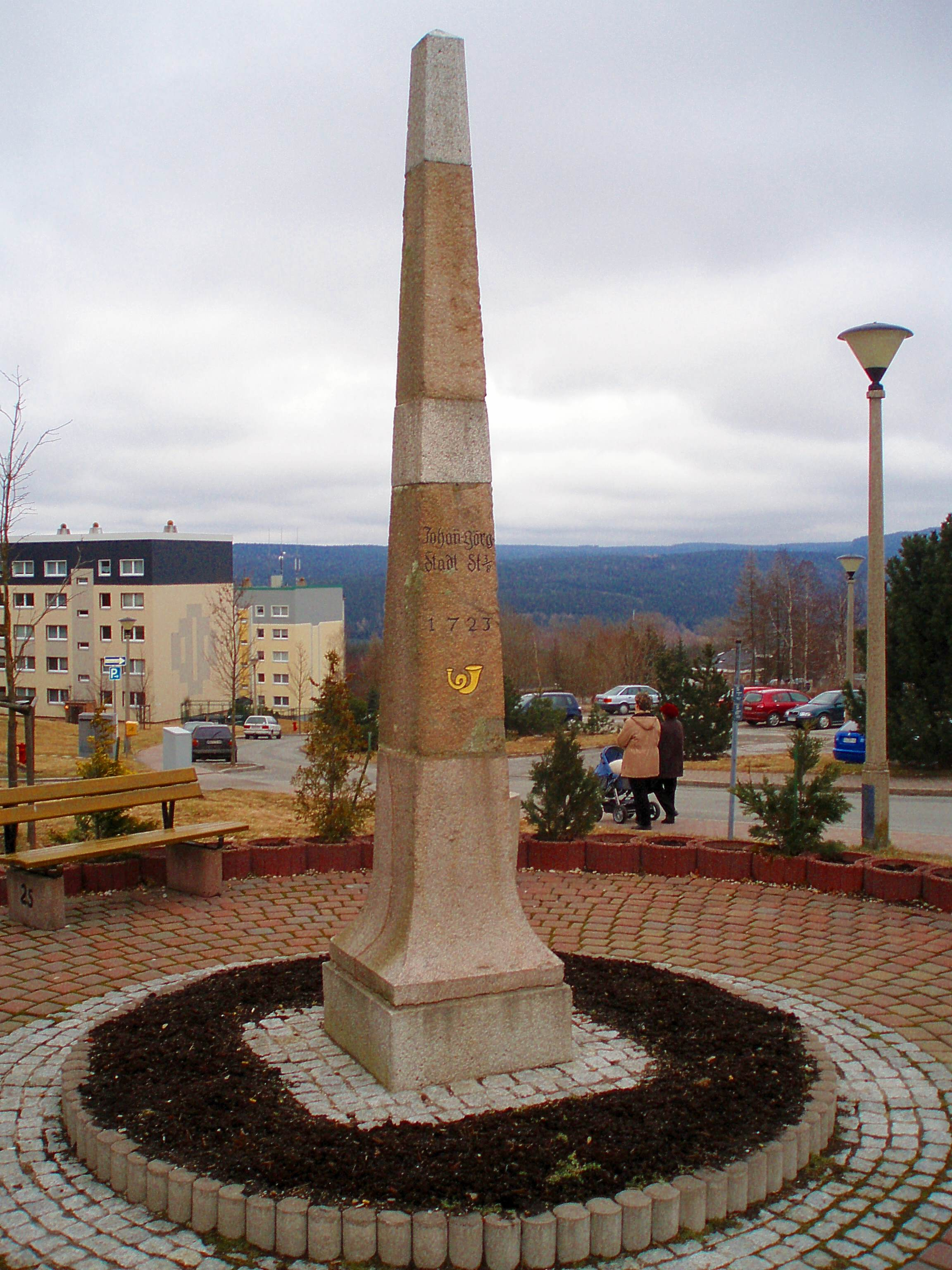
Ganzmeilensäule beim Neubaugebiet

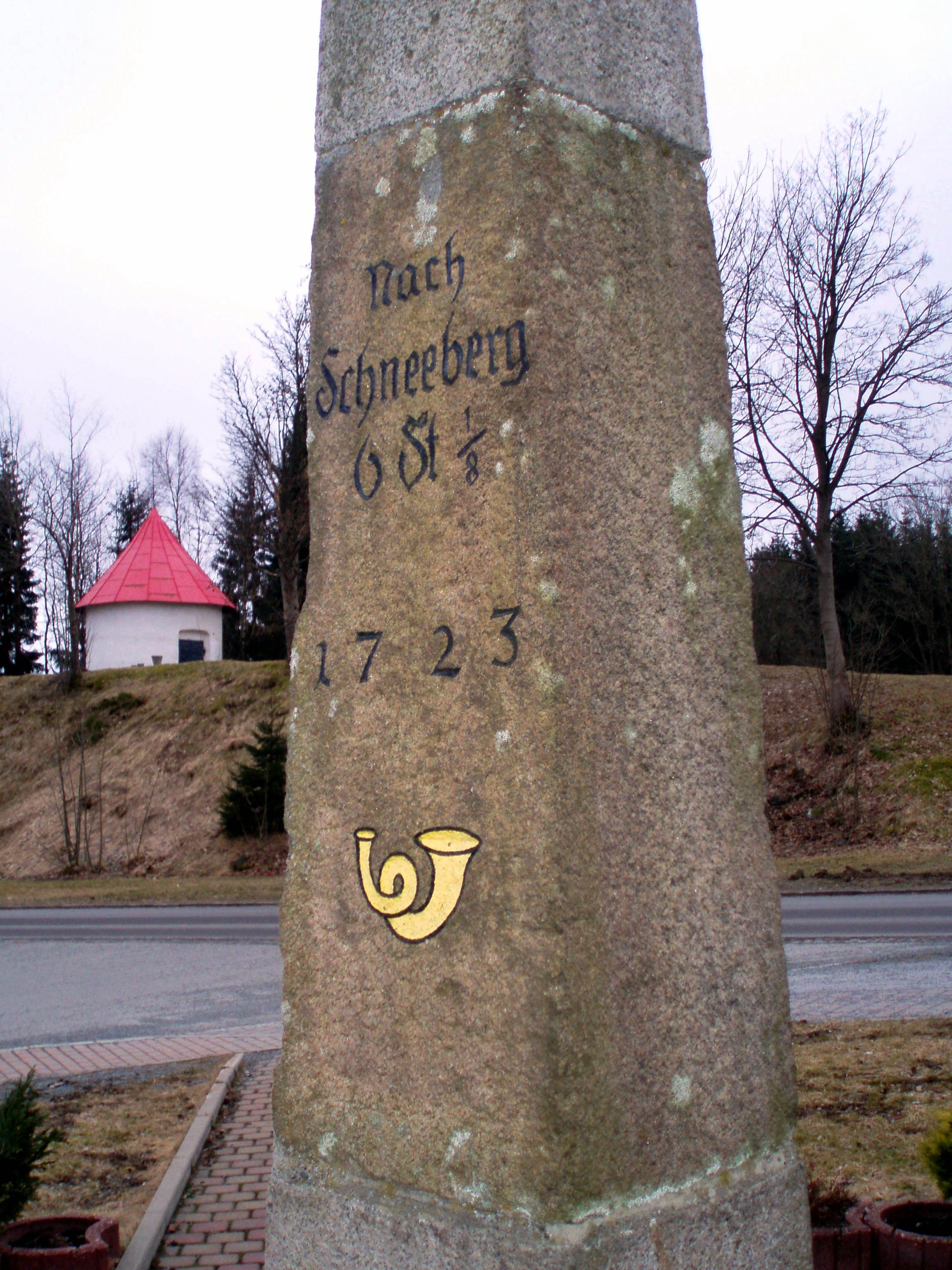
Ganzmeilensäule mit falscher Jahreszahl

Die denkmalgeschützte Ganzmeilensäule Johanngeorgenstadt gehört zu den kursächsischen Postmeilensäulen, die im Auftrag des Kurfürsten Friedrich August I. von Sachsen durch den Land- und Grenzkommissar Adam Friedrich Zürner in der 1. Hälfte des 18. Jahrhunderts im Kurfürstentum Sachsen errichtet worden sind. Sie befindet sich auf einem kleinen Schmuckplatz in unmittelbarer Nähe des Pulverturmes und des DDR-Neubaugebietes an der Eibenstocker Straße in der westerzgebirgischen Stadt Johanngeorgenstadt im Erzgebirgskreis.

## Geschichte
Johanngeorgenstadt erhielt als eine der ersten Städte im Kurfürstentum Sachsen 1725 eine Ganz-, eine Halbmeilensäule und einen Viertelmeilenstein. Die Standorte dafür hatte Zürner im November 1722 persönlich festgelegt. Die Ganzmeilensäule Nr. 56 befand sich 14 Meilen von Leipzig entfernt und sollte ihren Standort gleich nach Ausgang des Adolphus Zechen Bergkwerks von J.-G.-Stadt erhalten. Den Auftrag für die Fertigung dieses Säule übernahm der Steinmetzmeister Geilsdorff aus Zwickau. Die Bezahlung erfolgte aus der städtischen Ratskasse.
Die Ganzmeilensäule verschwand nach der Einführung des neuen Meilenmaßes nach 1840. Als ab 1953 wegen des Bergbaus der SDAG Wismut zahlreiche Häuser in der Altstadt von Johanngeorgenstadt abgerissen werden mussten, wurden Teilstücke der Ganzmeilensäule geborgen. Es erfolgte eine Wiederaufstellung auf dem Marktplatz. 1978 wurde die Säule grundlegend restauriert. Sie trägt heute die Jahreszahl 1723, obwohl deutlich die richtige Jahreszahl 1725 an der Säule zu erkennen ist.
In den 1990er Jahren wurde die Säule vom Marktplatz an den ursprünglichen Standort beim Pulverturm versetzt. Allerdings wurde die Säule seitenverkehrt errichtet. Die Reihennummer 56 hätte zur Straße zeigen müssen, was derzeit nicht der Fall ist.